# He Zi
He Zi (n. 11 decembrie 1990, Nanning⁠(d), Republica Populară Chineză) este o săritoare în apă ce a reprezentat Republica Populară Chineză, medaliată olimpică. A participat la 2 ediții ale Jocurilor Olimpice (2012, 2016) în care a câștigat o medalie de aur și o medalie de argint.